# Алексєєв Микола Миколайович (маршал військ зв'язку)
Мико́ла Микола́йович Алексє́єв (1914 — 1980) — заступник міністра оборони СРСР у 1970—1980 роках, маршал військ зв'язку (1979), єдиний, хто в такому званні не займав посади начальника військ зв'язку ЗС СРСР.

## Біографія
У РСЧА з 1935 року. Брав участь у радянсько-фінській війні 1939—1940 років.
У 1940 році закінчив Військову електротехнічну академію. З того ж року на викладацькій роботі.
З 1942 року в штабі військ ППО, пізніше в управлінні озброєння Західного і Північного фронтів ППО. У тому ж році був важко поранений під Сталінградом під час виконання бойового завдання.
Після німецько-радянської війни працював у Головному артилерійському управлінні ЗС, у Раді Міністрів СРСР.
З 1959 року перший заступник голови, а з 1960 року голова Науково-технічного комітету Генштабу СРСР.
У 1970 року став заступником міністра оборони СРСР.